# Pieni Heinäjärvi
Pieni Heinäjärvi är en sjö i kommunen Varkaus i landskapet Norra Savolax i Finland. Sjön ligger 76,9 meter över havet. Den är 13,05 meter djup. Arean är 82 hektar och strandlinjen är 11,42 kilometer lång. Sjön  ingår i Vuoksens huvudavrinningsområde.   Den ligger omkring 83 kilometer sydöst om Kuopio och omkring 300 kilometer nordöst om Helsingfors. 
I sjön finns öarna Susannansaari och Järvisaari. 